# Entrín Bajo
Entrín Bajo è un comune spagnolo di 649 abitanti situato nella comunità autonoma dell'Estremadura, comarca Tierra de Barros.